# Agriocnemis salomonis
Agriocnemis salomonis – gatunek ważki z rodziny łątkowatych (Coenagrionidae).